# Шапошников, Борис Михайлович
Бори́с Миха́йлович Ша́пошников (20 сентября [2 октября] 1882, Златоуст, Уфимская губерния, Российская империя — 26 марта 1945, Москва, РСФСР, СССР) — русский и советский военачальник, военный и государственный деятель, военный теоретик. Маршал Советского Союза (1940).
Внёс значительный вклад в теорию и практику строительства Вооружённых сил СССР, в их укрепление и совершенствование, подготовку военных кадров. Он много и успешно работал над развитием военной науки, над обобщением боевого опыта Первой мировой и Гражданской войн. Участвовал в комиссии по разработке уставов РККА, отражая в них основные положения военной доктрины СССР. В наиболее известном труде «Мозг армии» определил основные положения о характере будущей войны, глубоко раскрыл особенности руководства армией в войне и дал чёткое представление о роли, функциях и структуре Генерального штаба как органа Верховного Главнокомандования по управлению Вооружёнными силами. Правильность его выводов подтвердила Великая Отечественная война. Шапошников отмечается в военной истории как выдающийся военный теоретик, талантливый практик, хорошо знающий оперативно-стратегические вопросы. Само название «Мозг армии» Шапошников позаимствовал у английского журналиста и военного теоретика конца XIX — начала XX века Спенсера Уилкинсона.
Пользовался большим уважением И. В. Сталина, был одним из немногих, к кому Сталин обращался по имени и отчеству, а не «товарищ Шапошников», как к абсолютному большинству руководителей страны и армии. С конца 1930-х годов он был одним из главных советников И. В. Сталина по военным вопросам.
Начальник Генерального штаба РККА на первом этапе Великой Отечественной войны (с июля 1941 по май 1942), член Ставки Верховного Главнокомандования (с июля 1941 по февраль 1945).
Единственный Маршал Советского Союза, выбывший из вооружённых сил СССР в ходе Великой Отечественной войны (по причине смерти от болезни).

## Ранние годы
Родился в семье служащих. Отец, Михаил Петрович (1837—1912), выходец из оренбургских казаков, служил по частному найму. Мать, Пелагея Кузьминична, работала учительницей. Сам Шапошников учился в Красноуфимском промышленном и Пермском реальном училищах, которое окончил в 1899 году. В 1900 году семья Шапошниковых переезжает в Белебей (ныне Республика Башкортостан). Михаила Петровича назначают заведующим казённым винным складом. В этом же году Борис Михайлович из-за болезни пропускает экзамены в Московское пехотное училище и чтобы быть полезным семье и накопить что-то к самостоятельной жизни, поступает работать учётчиком на казённый винный склад. Трудился он здесь девять месяцев в 1900—1901 годах.

## Служба в Русской императорской армии
В 1901—1903 годах Шапошников учился в Московском Алексеевском военном училище, которое окончил по 1-му разряду, пятым по списку после четырёх фельдфебелей, шедших вне конкурса, и был произведён в чин подпоручика. Начал службу в 1-м Туркестанском стрелковом батальоне в Ташкенте
(Туркестанский военный округ), в 1903—1907 годах был младшим офицером роты.
С 1907 по 1910 год слушатель Николаевской академии Генерального штаба в Санкт-Петербурге, по окончании (по первому разряду, то есть с отличием) которой был произведён в штабс-капитаны и причислен к Генеральному штабу. В академии учился в одной группе слушателей с П. Н. Врангелем. После окончания академии проходил 2-годичное цензовое командование ротой в своём же батальоне, который был развёрнут в 1-й Туркестанский стрелковый полк. В 1912 году переведён старшим адъютантом штаба 14-й кавалерийской дивизии Варшавского военного округа в Ченстохову.
С августа 1914 года участвовал в Первой мировой войне в должности адъютанта штаба 14-й кавалерийской дивизии (14 ак) на Юго-Западном фронте, показал хорошее знание тактики, проявил личную отвагу. В октябре 1914 года был контужен в голову. В январе-ноябре 1915 года — помощник старшего адъютанта разведотдела штаба 12-й армии на Северо-Западном (с августа 1915 года — на Северном) фронте. В ноябре 1915 — мае 1916 года — начальник штаба Отдельной сводной казачьей бригады. За боевые заслуги в 1916 году был отмечен Высочайшим благоволением.
На август 1917 года занимал должность и. д. начальника штаба Туркестанской дивизии. В чине подполковника установлено старшинство с 6 декабря 1912 года. В сентябре 1917 года Шапошников произведён в чин полковника с назначением на должность командира 16-го гренадерского Мингрельского полка.
В ноябре 1917 года на съезде делегатов военно-революционных комитетов был избран начальником Кавказской гренадерской дивизии. В январе-марте 1918 года находился в госпитале.

## Служба в Красной армии. Гражданская война в России
В марте 1918 года Шапошников был демобилизован и через 2 месяца, 22 мая, добровольно вступил в Красную армию. С 22 мая был помощником начальника Оперативного управления штаба Высшего военного совета. С 7 сентября до конца октября 1918 года — начальник разведотдела Штаба РВСР. С 30 сентября — в Военном отделе Высшей военной инспекции РККА. С 4 марта 1919 года — первый помощник начальника штаба Наркомвоенмора Украинской ССР. С 15 августа 1919 года — начальник Разведывательного отделения, а с 12 октября — начальник Оперативного управления Полевого штаба Реввоенсовета Республики.
Принимал участие в разработке плана по разгрому деникинских войск в октябре 1919 года. Один из авторов планов кампаний 1920 года на Юго-Западном, Западном фронтах и в Крыму.
Во время Гражданской войны Шапошников разрабатывал большинство основных директив, приказов, распоряжений фронтам и армиям. В 1921 году был награждён орденом Красного Знамени.

## Между войнами
После окончания Гражданской войны, с 1921 года — 1-й помощник начальника Штаба РККА. В 1925—1927 годы — командующий войсками Ленинградского, с мая 1927 года — Московского военных округов. В 1928—1931 годы — начальник Штаба РККА. В 1930 году вступил в ВКП(б). С июля 1931 года — командующий войсками Приволжского ВО. В 1932—1935 годы — начальник, военный комиссар и профессор Военной академии имени М. В. Фрунзе.
В 1935—1937 годах вновь командовал войсками Ленинградского ВО, получив 20 ноября 1935 звание командарма 1-го ранга. С 10 мая 1937 года — начальник Генштаба РККА.
В июне 1937 года входил в состав Специального судебного присутствия, которое осудило к смертной казни маршала М. Н. Тухачевского, командармов 1-го ранга И. Э. Якира, И. П. Уборевича и других военачальников.
На самого Шапошникова тоже усиленно собирался компромат органами НКВД. Об его участии в военно-фашистском заговоре были получены показания от маршала А. И. Егорова, командарма 1-го ранга И. Ф. Федько, армейского комиссара 1-го ранга П. А. Смирнова, комкора В. В. Хрипина и других.

### 1940-е г. Маршал Советского Союза
7 мая 1940 года Шапошникову было присвоено звание Маршала Советского Союза. В августе 1940 года по состоянию здоровья он был снят с поста начальника Генштаба и назначен заместителем наркома обороны СССР по сооружению укреплённых районов (на должности заместителя народного комиссара обороны оставался до 20 мая 1943 года). С 10 сентября 1939 по 9 апреля 1941 года — член Комитета обороны при СНК СССР.
В 1937—1945 годы был депутатом Верховного Совета СССР 1-го созыва от Московской области. Ранее член ЦИК СССР. Кандидат в члены ЦК ВКП(б) с 21 марта 1939 года.

## Великая Отечественная война
С началом Великой Отечественной войны — с 23 июня по 16 июля 1941 года в Совете по эвакуации при СНК СССР. С 10 июля член Ставки ВГК. С 21 по 30 июля 1941 года — начальник штаба главкома Западного направления.
С 29 июля вновь назначен начальником Генштаба РККА. При его непосредственном участии были разработаны предложения по подготовке и ведению контрнаступления Красной армии зимой 1941—1942 годов.
С мая 1942 года по 20 мая 1943 года — заместитель наркома обороны СССР. В июне 1943 года назначен начальником Высшей военной академии имени К. Е. Ворошилова.
В феврале 1944 года был награждён Орденом Суворова І степени за «успешное выполнение заданий Верховного главнокомандования». Этой наградой Президиум Верховного Совета СССР наградил Шапошникова за большую и ощутимую работу по обороне Москвы и контрнаступление под Москвой зимой 1941— 1942, а также за планирование и разработку операций в обороне Киева, Смоленском сражении и обороне Ленинграда.

## Смерть
Умер от тяжёлой болезни (туберкулёз лёгких) 26 марта 1945 года, не дожив 44 дня до Победы.
Тело маршала было кремировано, прах помещён в урне в Кремлёвской стене на Красной площади в Москве.
Из приказа Верховного Главнокомандующего Маршала Советского Союза И. Сталина:

В час погребения Маршала Советского Союза Шапошникова отдать умершему последнюю воинскую почесть и произвести в столице нашей Родины Москве салют в двадцать четыре залпа из ста двадцати четырёх орудий.

Шапошников стал единственным Маршалом Советского Союза, выбывшим из Вооружённых сил СССР в ходе Великой Отечественной войны.

## Семья
Первая жена — Елизавета Николаевна Гурская (род. в 1885 г.), «дочь личного почётного гражданина города Кременца», венчались 25 октября 1913 года в московской Софийской, что в Средних Набережных Садовниках («на Набережной»), церкви. Дочь Зинаида, родилась 16.08.1914 г.
Вторая жена — Шапошникова, Мария Александровна (урожд. Вьюкова) (1899—1975) — солистка Большого театра (сопрано) с 1930 по 1948 год.
Сын — Игорь Борисович (1918—1991) — генерал-лейтенант инженерных войск, доктор военных наук, профессор. Возглавлял одну из кафедр Военной академии Генерального штаба.

## Оценки современников
- А. М. Василевский[14]:

Нам суждено было долго работать вместе. Немногие люди оказали на меня такое сильное влияние и дали мне так много как он. Имя этого необыкновенного человека неразрывно связано с героической историей наших Вооружённых Сил, строительству которых он отдал двадцать семь лет жизни. Талантливый военный теоретик и публицист, учёный исключительной эрудиции, чьи глубокие обобщения в области военной стратегии и оперативного искусства пользовались известностью не только в Советском Союзе, но и за рубежом.

- В. М. Молотов, 1978 год:

Маршал Шапошников — хороший человек. Сталин хорошо к нему относился. Он из царских офицеров. Но только благодаря ленинскому пониманию момента истории мы заняли такие позиции в настоящее время, которые никому, никаким Шапошниковым были не под силу. Но он к политике и не рвался. В своём деле был силён.

- С. М. Штеменко:

На мне лежала обязанность систематически докладывать (о ситуации в Иране) Б. М. Шапошникову. Борис Михайлович был обаятельным человеком и к таким, как я, молодым тогда полковникам относился с истинно отеческой теплотой. Если что получалось у нас не так, он не бранился, даже не повышал голоса, а лишь спрашивал с укоризной:
— Что же это вы, голубчик?
От такого вопроса мы готовы были провалиться сквозь землю, ошибки свои запоминали надолго и уже никогда не повторяли их.
Как-то я был вызван к Шапошникову далеко за полночь. Борис Михайлович сидел за столом в белой рубашке, с подтяжками на плечах. Китель висел на стуле.
— Садитесь, голубчик, — пригласил он совсем по-домашнему. Мы относительно быстро покончили с делами, но начальник Генерального штаба не спешил отпускать меня. Настроение у него было в тот раз особенно хорошим, и, просматривая карту, он стал вдруг вспоминать, как сам служил когда-то в Средней Азии. Борис Михайлович на память знал особенности здешних операционных направлений, отлично помнил местность.

Основная тяжесть руководства Генштабом лежала на плечах Бориса Михайловича Шапошникова. Несмотря на тяжёлую болезнь, он успевал выполнять всю необходимую работу в Генштабе и к тому же немалую роль играл в Ставке. Сердце сжималось всякий раз, когда мы видели своего начальника: он непривычно сутулился, покашливал, но никогда не жаловался. А его умение сохранять выдержку, обходительность просто поражало.
.
- М. В. Захаров:

Он был последовательным поборником строгой дисциплины, но врагом окрика. Грубость вообще ему была органически чужда. Его нельзя назвать «отцом-командиром» в общепринятом смысле этих слов: он не похлопывал подчинённого по плечу, не спрашивал заботливо, пообедал ли тот. Он был глубоко убеждён, что солдат, тем более командир, должен и может сам вовремя поесть, другое дело — побеспокоиться об организации снабжения и обеспечения войск, чтобы продовольствие всегда имелось во всех частях, этого он никогда не забывал.

## Воинские чины и звания

### Русская императорская армия
- Подпоручик — 10.08.1903
- Поручик — 20.11.1906
- Штабс-капитан — 26.05.1910
- Капитан — 06.12.1912
- Подполковник — 06.12.1915
- Полковник — 15.08.1917

### Рабоче-крестьянская Красная армия
- Командарм 1-го ранга — 20.11.1935[18]
- Маршал Советского Союза — 07.05.1940

## Награды

### Российская империя
- Орден Святой Анны 4-й степени (26.10.1914)
- Орден Святого Владимира 4-й степени с мечами и бантом (02.11.1914)
- Орден Святого Станислава 2-й степени с мечами (27.02.1915)[19]
- Орден Святого Станислава 3-й степени с мечами и бантом (22.07.1916)
- Орден Святой Анны 3-й степени с мечами и бантом (21.11.1916)
- Орден Святой Анны 2-й степени с мечами (01.11.1916)

### СССР
- три Ордена Ленина: 31.12.1939, 03.10.1942, 21.02.1945
- два Ордена Красного Знамени: 14.10.1921, 03.11.1944
- Орден Суворова I степени: 22.02.1944
- два Ордена Красной Звезды: 15.01.1934, 22.02.1938
- Медаль «XX лет Рабоче-Крестьянской Красной Армии»: 22.02.1938
- Медаль «За оборону Москвы»: 01.05.1944

## Память
В названиях улиц и переулков
- Белебей — улица Шапошникова.
- Воронеж — улица Маршала Шапошникова.
- Горловка — улица Шапошникова.
- Златоуст — улица Шапошникова[20].
- Иркутск — переулок Шапошникова.
- Москва: в 1962—1993 годах Колымажный переулок назывался улицей Маршала Шапошникова, в 2017 году название улица Маршала Шапошникова присвоено Проектируемому проезду 5509.
- Челябинск — улица Маршала Шапошникова.

В названиях учреждений, организаций и кораблей
- 3 октября 1942 года курсам комсостава «Выстрел» присвоено имя Маршала Советского Союза Б. М. Шапошникова[21].
- В 1985 году введен в состав флота большой противолодочный корабль «Маршал Шапошников».
- С февраля 2018 года имя Шапошникова носит один из залов управления Национального центра управления обороной Российской Федерации.

Мемориальные доски
- В городе Белебей (Башкортостан) на улице Чапаева:
  - на доме 32: «В этом доме в 1898—1901 годы жил Маршал Советского Союза Б. М. Шапошников»[22];
  - на доме 36 (памятник архитектуры водочный завод): «Здесь в 1900—1901 гг. работал Маршал Советского Союза зам. наркома СССР, начальник генерального штаба РККА Шапошников Борис Михайлович»[23].
- На здании Военной академии Генерального штаба (Москва, проспект Вернадского, 100), установлена в 2022 году[24].

## В кинематографе
- В. А. Абрамов — «Море в огне» (1970), «Блокада» (1974)
- Иан Хогг — «Красный монарх» (Великобритания, 1983)
- Б. А. Фрейндлих — «Битва за Москву» (1985), «Сталинград» (1989), «Трагедия века» (1993)
- Н. Н. Волков (младший) — «Война на западном направлении» (1990)
- Борис Шапошников в цикле «Маршалы Сталина» на телеканале «Звезда», Студия «Галакон», 2015.

## Сочинения
- Конница: (Кавалерийские очерки). — М.: Высш. воен. ред. совет, 1922. — 266 с.;. 2-е изд. — 1923. — 266 с.
- На Висле: К истории кампании 1920 года. — М.: Гос. воен. изд-во, 1924. — 206 с., 5 л. схем.
- Мозг армии. В 3 кн. — М.: Воен. вестник, 1927. — Кн. 1. — 258 с.; 1929. — Кн. 2. — 261 с.; 1929. — Кн. 3. — 379 с.
  - Немецкий перевод: Das Hirn der Armee / Marschall der Sowjetunion Boris Michailowitsch Schaposchnikow ; Aus dem Russ. übers. von Barbara Heidkam. — [Berlin] : Militärverl. der DDR, 1987. — 588 S. — ISBN 3-327-00409-9.
  - Китайский перевод: 军队大脑 / (苏）Б. М. 沙波什尼科夫著；军事科学院外国军事研究部译. — [第二版]. — [北京] : 解放军出版社, [2014]. — 256, [39] с. — ISBN 978-7-5065-6707-7.
  - Переиздание: М.: О-во сохранения лит. наследия, 2016. — 823 с. — ISBN 978-5-902484-81-3.
- Варшавская операция (конспект). — М.: Воен. акад. РККА им. Фрунзе, 1933. — 223, II c., 19 л. ил.
- Разгром немецких войск под Москвой: (Московская операция Западного фронта 16 ноября 1941 г. — 31 января 1942 г.). В 3 ч. — М.: Воениздат, 1943. — Ч. 1. — 169 с., 13 л. схем; Ч. 2. — 168 с., 11 л. схем; Ч. 3. — 185 с., 14 л. схем.
  - Переиздание: Битва за Москву: Версия Генерального штаба. — М.: Яуза; ЭКСМО, 2005. — 636, [1] с. — ISBN 5-699-13047-0.
  - Переиздание: Битва за Москву. — М.: Яуза; ЭКСМО, 2018. — 636, [1] с. — ISBN 978-5-04-090491-4.
- Воспоминания; Военно-научные труды. С предисл. Маршалов Сов. Союза А. М. Васильевского и М. В. Захарова. — М.: Воениздат, 1974. — 574 с., 14 л. ил.; 2-е изд., доп. — 1982. — 558 с., 11 л. ил.
  - Переиздание: Воспоминания о службе. — М.: Вече, 2013. — 397 с. — ISBN 978-5-4444-1235-0.
  - Переиздание: Воспоминания о службе. — М.: Вече, 2014. — 397 с. — ISBN 978-5-4444-1570-2.

### Комментарии
1. ↑  Сильное переутомлене сказалось на здоровье Шапошникова и он не мог выполнять свои обязанности в полном объёме.  С 24 апреля 1942 года в связи с болезнью Шапошникова обязанности начальника Генштаба исполнял А. М. Василевский; 26 июня Василевский был назначен начальником Генерального штаба.

### Сноски
1. 1 2  Boris Mikhailovich Shaposhnikov // TracesOfWar
2. 1 2 3  Шапошников Борис Михайлович // Большая советская энциклопедия: [в 30 т.] — 3-е изд. — М.: Советская энциклопедия, 1969.
3. ↑  Wilkinson, Spenser. The Brain of an Army: A Popular Account of the German General Staff. — Westminster, A. Constable & co., 1895. — 245 p.
4. ↑  Генерал Кинжал - Чуев Феликс :: Читать онлайн в BooksCafe.Net. bookscafe.net. Дата обращения: 25 июня 2020. Архивировано 28 июня 2020 года.
5. ↑  «Русский инвалид» № 148 от 5.07.1916 г.
6. ↑  Приказ по ВВ 1916 № 379, 483, 535 «Армия и флот Свободной России» № 187 от 12.08.1917 г.
7. ↑  По другим источникам — в декабре
8. ↑  Кавтарадзе А. Г. Военные специалисты на службе Республики Советов Архивная копия от 1 мая 2018 на Wayback Machine. — М.: Наука, 1988, Приложение 4.
9. ↑  Народный комиссариат по военно-морским делам Украины. С января по сентябрь 1919 года возглавлял Н. И. Подвойский.
10. ↑  Постановление ЦИК и СНК СССР от 7 октября 1935 года.
11. ↑  Черушев Н. С. Тридцать седьмой год: НКВД и Красная Армия. // Военно-исторический архив. — 1999. — № 7. — С.6—7.
12. ↑  Печенкин А. А. Нарком обороны СССР И. В. Сталин и его заместители. // Военно-исторический журнал. — 2005. — № 8. — С.23, 27.
13. ↑  Шапошников Борис Михайлович :: Память народа. pamyat-naroda.ru. Дата обращения: 12 января 2021. Архивировано 20 июня 2023 года.
14. 1 2  Полководцы и военачальники Великой Отечественной. Сборник. — М.: Молодая гвардия, 1979. — (Жизнь замечательных людей)
15. ↑  Послужной список подполковника Бориса Михайловича Шапошникова. 1 мая 1917 г. РГВИА. Ф. 409. Оп. 1. Д. 168374. П/с 131—389. Л. 6.
16. ↑  Чуев Ф. И. Сто сорок бесед с Молотовым. — М..: Терра, 1991.
17. ↑  Штеменко С. М. Генеральный штаб в годы войны. — М.: Вече, 2014.
18. ↑  Постановление СНК СССР № 24/2521 от 20.11.1935 г.
19. ↑  Шапошников Борис. Орден Святого Станислава II-й степени. Документы о награждениях. gwar.mil.ru. Дата обращения: 1 февраля 2021. Архивировано 6 февраля 2021 года.
20. ↑  Карта Златоуста. Дата обращения: 21 ноября 2009. Архивировано 13 мая 2012 года.
21. ↑  «Выстрел» — полевая академия: Исторический очерк о Высших ордена Ленина Краснознамённых офицерских курсах «Выстрел» имени Маршала Советского Союза Б. М. Шапошникова. 1919—1982. — М.: Воениздат, 1982. — С. 148. — 290 с. — 35 000 экз. Архивировано 11 января 2021 года.
22. ↑  Культурное наследие (мемориальные доски). Центральная межпоселенческая библиотека (Белебей) (15 марта 2023). Дата обращения: 15 марта 2023. Архивировано 9 декабря 2021 года.
23. ↑  Культурное наследие (мемориальные доски). Центральная межпоселенческая библиотека (Белебей) (15 марта 2023). Дата обращения: 15 марта 2023. Архивировано 15 марта 2023 года.
24. ↑  В Академии Генштаба увековечили в бронзе и граните память о маршале Борисе Шапошникове